# Welsh corgi Pembroke
De Welsh corgi Pembroke maakt, samen met de Welsh corgi Cardigan onderdeel uit van de Welsh Corgi's. De Pembroke Welsh corgi vindt zijn oorsprong in Pembrokeshire, dat in Wales ligt. Er wordt aangenomen dat het ras bestaat uit nakomelingen van de västgötaspets, die via de Vikingen in Wales terechtgekomen zijn. De vertaling van “Corgi” is vanuit het Welsh letterlijk “dwerghond.” De corgi is de kleinste hond uit de herdersgroep.

## Beschrijving
Zoals de meeste herdersrassen, zijn Pembrokes, ondanks de korte pootjes en hun stevige voorkomen, actief, intelligent en atletisch. De korte benen van de Pembroke kunnen een nadeel lijken maar Pembrokes hebben het uithoudingsvermogen van de grotere herderrassen en kunnen even goed rennen en springen als honden van een vergelijkbare grootte.
Oorspronkelijk werden Pembrokes gebruikt voor het hoeden van schapen, paarden en koeien. Dit deden ze door naar de hielen te happen en dankzij het lage profiel konden ze makkelijk wegrollen voor achterwaartse schoppen. Tegenwoordig worden Pembrokes meer gebruikt als gezelschapshonden. Ze zijn vrolijk en liefdevol maar hebben vaak een koppige en ondeugende kant vanwege hun natuurlijke instinct de omgeving te commanderen. Ze hechten zich sterk aan de baas en de gezinsleden, vooral kinderen.

### Uiterlijk

#### Vacht
De vacht is middelmatig lang en recht met een dikke ondervacht. De vacht kan vele kleuren hebben; effen lichtbruin, sabel, rood, rood met zwart of een van deze kleuren met witte aftekeningen op borst, benen of hals. Ondanks al deze kleuren wordt de Pembroke het liefst gefokt op de combinatie van rood en wit. Te veel wit wordt echter niet geaccepteerd bij showhonden.

#### Grootte
Pembrokes hebben een schouderhoogte tussen de 25 en 30 centimeter. Afhankelijk van de bouw en grootte varieert het gewicht van de reuen tussen 10 tot 17 kilo, bij teven is dit 9 tot 15 kilo.

#### Hoofd
Het hoofd is vosachtig van vorm met een alerte en intelligente uitdrukking.
De schedel is vrij breed en vlak tussen de oren met en matige stop. De snuit versmalt lichtjes naar de neus toe die altijd zwart is. De kaken en het gebit vormen een sterk schaargebit waarbij de boventanden de onderste tanden overlappen.
De ogen zijn rond, middelgroot en altijd in een bruine tint die bij voorkeur bij de vachtkleur past. De middelgrote oren staan rechtop en eindigen in een punt. Wanneer men deze hond recht aankijkt zou men in principe een denkbeeldige lijn moeten kunnen tekenen die loopt vanaf het puntje van de neus, door het centrum van de ogen, recht naar de tip van de oren. In vergelijking met de Welsh corgi Cardigan zijn de oren van de Pembroke kleiner en spitser van vorm.

#### Nek
De hals en de nek van de Welsh corgi Pembroke zijn relatief lang.

#### Romp
De romp heeft een medium lengte en versmalt lichtjes naar de heupen toe wanneer deze van bovenaf bekeken wordt. De "topline" is recht en evenwijdig met de grond. De borst is breed en diep en zit stevig en diep tussen de voorpoten. De ribben horen goed gewelfd te zijn. In vergelijking met de Welsh corgi Cardigan is de Pembroke korter, kleiner en meer vierkant van vorm.

#### Staart
Historisch gezien was de corgi een ras met een natuurlijke korte staart. Door het bestaan van couperen was dit echter geen groot aandachtspunt voor de fokkers, die zich liever richtten op het nastreven van andere eigenschappen omdat ze later, indien nodig, de staart altijd nog konden verkorten. Nu het couperen in sommige landen, waaronder Nederland, verboden is, vindt een enkele fokker het van belang het T-box gen voor de natuurlijke korte staart veilig te stellen.

#### Ledematen
De schouder is goed aangezet in een hoek van 90° ten opzichte van de bovenarm. De bovenarm zelf sluit dicht aan tegen de ventrale zijden van het lichaam en buigt lichtjes rond de borst. De onderarm is kort en zo recht mogelijk met veel bot. De voorpoten moeten recht onder het lichaam staan en de voeten zijn ovaal met sterke tenen die goed gebogen zijn. De twee middelste tenen steken een beetje vooruit. De voetzolen zijn sterk en rond. De nagels zijn kort.
De achterhand is sterk en toch flexibel. De achterpoten zijn kort met veel bot. De knie is goed gehoekt en het spronggewricht is recht wanneer deze van achteren wordt bekeken. De voeten van de achterpoten zijn net als die van de voorpoten ovaal met sterke, goed gebogen tenen waarbij de twee middelste tenen lichtjes vooruit steken. De nagels zijn kort.

### Aard
Behalve intelligent zijn Pembrokes ook vlug, actief en (over)moedig. Ze zijn erg gehecht aan het gezin en zijn daarover ook heel beschermend. Ze zijn alert op wat er in de omgeving gebeurt en zullen reageren met geblaf als ze iets bespeuren wat buiten de routine valt. Het ras neemt een waakse houding aan tegenover onbekenden, zonder overdreven argwanend te worden. Pembrokes kunnen dominant zijn omdat ze van oorsprong alles willen regelen, maar dit valt er makkelijk uit te trainen wanneer het nog een puppy is.
De Pembroke is vriendelijk en speels maar ze hebben, dankzij hun herdersinstinct, nog weleens de neiging om naar de hielen te happen, vooral bij kleine kinderen. Dit kan voorkomen worden met behulp van een goede training. In gezelschap van kinderen is de Pembroke erg geduldig maar hij zal plagerijen niet gelaten over zich heen laten komen. Zolang de kinderen de hond met respect behandelen zal er normaal gesproken echter geen probleem zijn, al moeten jonge kinderen nooit alleen worden gelaten met een hond.

## Oorsprong
De naam "corgi" wordt meestal enkel geassocieerd met Welsh corgi Pembrokes doordat deze honden gekend zijn als de gezelschapshonden van de Britse koninklijke familie. De naam wordt echter gedeeld door twee verschillende hondenrassen, namelijk door de populaire Welsh corgi Pembroke en door de iets minder bekende Welsh corgi Cardigan. Waar veel mensen zich ook niet van bewust zijn is het feit dat deze twee honden helemaal geen variëteit zijn van één hetzelfde ras en dat het verschil in staartlengte niet het enige verschil is tussen beide honden. De Pembroke en de Cardigan stammen af van totaal verschillende voorouders, en deze voorgangers hebben veel bijgedragen aan de verschillen in uiterlijk en temperament bij de hedendaagse exemplaren van deze twee rassen.

### Geschiedenis
Zowel de Welsh corgi Pembroke alsook de Welsh corgi Cardigan worden geacht een van de oudste hondenrassen ter wereld te zijn; vermoedelijk al 3000 jaar lang terug te vinden in Wales. Er wordt aangenomen dat de vroegste voorouders van beide rassen spitshonden waren die gefokt en gebruikt werden door de Vikingen. Men vermoedt dat de västgötaspets, een eeuwenoud Scandinavisch hondenras die qua lichaamsbouw sterk op de Welsh corgi's gelijkt, een van deze hele vroege voorouders is. De Vikingen zouden hun honden hebben meegenomen op hun reizen door Europa waardoor ze uiteindelijk in de tiende eeuw via Frankrijk of België in Wales zijn terechtgekomen bij de Kelten.

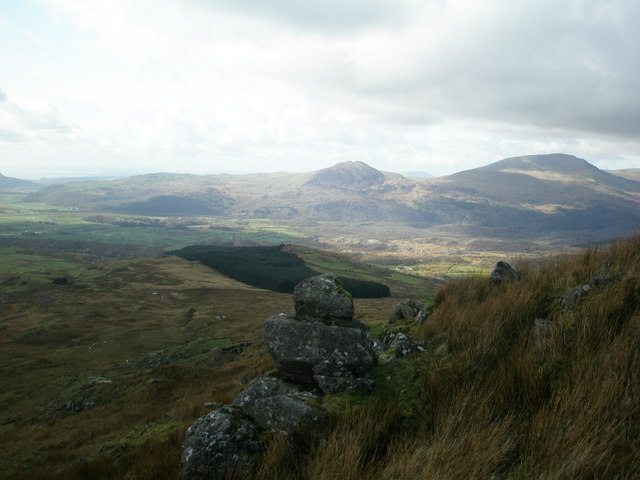
Het landschap in Wales is rotsachtig en modderig met vele hoge heuvels in combinatie met winderig en nat weer.

Het landschap van Wales is over het algemeen heuvelachtig met veel rotsen. De weersomstandigheden in dit gebied zijn meestal vochtig, koud en winderig met veel regenval. Daarbovenop is de grond er niet echt vruchtbaar en dus waren vele boeren noodgedwongen veehouders in plaats van plantentelers. Toch was zelfs vee houden in dit klimaat niet ideaal. Bijgevolg hadden de plaatselijke boeren een stevig, robuust, zwart runderras ontwikkeld die tegen de weersomstandigheden bestendigd was. In combinatie met het moeilijke karakter van deze runderen en met het heuvelachtige landschap was het echter zo goed als onmogelijk om deze te houden in een afgesloten omheining. De boeren hadden nood aan een veedrijver die even robuust was en net zo goed tegen het klimaat bestendigd was als de runderen zelf zodat deze moeiteloos het loslopende vee kon vinden en veilig terugbrengen naar de stal om gemolken te worden. De compacte honden die de Vikingen met zich hadden meegebracht bleken hiervoor ideaal te zijn. Deze honden waren uitermate praktisch omdat er niet genoeg eten was om een grote hond te voeden en een grote hond is ook niet gewenst in de buurt van slecht gehumeurd vee. Door hun kleine gestalte werden deze 'nieuwe' veedrijvers amper geraakt door stoten van horens of door welgemikte trappen van de achterhoeven die bij grote honden recht tegen het hoofd of lichaam zouden aankomen.
Het was niet enkel belangrijk dat deze honden het juiste temperament en de juiste anatomie hadden, het was ook belangrijk dat er bij het fokken ook gedacht werd aan de ideale vacht. Door de aard van de runderen die ze moesten drijven en door de slechte weersomstandigheden was het vereist dat deze honden ook een vacht hadden die hier tegen bestendigd was. Al vroeg werd er geselecteerd voor honden met een korte, beschermende, weerbestendige vacht die een absolute must was voor de modderige en koude werkomstandigheden.
Hoewel het in het prille begin allemaal om dezelfde hond draaide, gingen de inwoners van Pembrokeshire en Cardiganshire al snel, nadat ze in het bezit kwamen van deze honden, elk hun eigen weg op met het ontwikkelen van een hond die het best geschikt was in voor hun eigen respectievelijke gebieden. De twee groepen geraakte al snel geïsoleerd van elkaar. Hun benaming heeft niets te maken met hun gedeelde oorsprong. "Corgi" betekent simpelweg "dwerghond" in het Welsh en was een naam die gebruikt werd om hun type en uiterlijk te beschrijven.

#### De Pembrokeshire's Corgi

##### De 20ste eeuw
Tot in de vroege jaren 20 waren zowel de Welsh corgi Pembroke als de Welsh corgi Cardigan enkel terug te vinden als hardwerkende honden op de boerderijen in hun respectievelijke gebieden in Wales. In 1925 kregen deze hondenrassen abrupt een andere bestemming toen verschillende Corgi-eigenaren samenkwamen in een plaatselijke pub en besloten dat hun trouwe viervoeters ook zouden moeten meedoen aan de populaire hondententoonstellingen. Kapitein J.H. Howell riep een vergadering van liefhebbers bij elkaar en de Welsh Corgi Club werd in het leven geroepen. Er werd een akkoord gesloten over de rasstandaard en eigenaars begonnen de stambomen van hun honden neer te pennen vanuit hun geheugen. Tien honden kregen de officiële titel van vertegenwoordigers van het ras. De twee hondenrassen die tot voordien nog nooit gefokt waren voor hun uiterlijk verschenen nu plots op lokale hondententoonstellingen. In het begin was er een enorm verschil tussen de maten en vormen van de honden, maar uiteindelijk ontstond er een zekere uniformiteit en had de club een gezonde kern van 59 leden. Deze stichtende leden waren vooral geïnteresseerd in de honden van Pembrokshire, en het was het uiterlijk van de Pembroke Corgi dat bijgevolg ook het meest in de kijker werd gezet.
Het komende decennia zouden beide hondenrassen gezien worden als twee variëteiten van één hetzelfde ras waardoor ze meer dan eens met elkaar gekruist werden. Beide werden getoond in dezelfde klasse op hondententoonstellingen en werden geregistreerd als hetzelfde ras. De vroegste deelnemers van deze hondententoonstellingen getuigen over verschrikkelijke ruzies tussen de liefhebbers van de Cardigan Corgi en de Pembroke Corgi. De wedstrijden op deze tentoonstellingen worden gejureerd door specialisten, en wanneer een Cardigan fokker jureerde, wonnen alleen Cardigans. Pembroke fokkers en liefhebbers waren op hun beurt even fanatiek wanneer zij moesten jureren. In 1928 won er voor het eerst een Corgi de kampioenstitel op de Cardiff Dog Show. De twee rassen werden wel nog steeds gepresenteerd als één ras.
Beide groepen vonden dat hun versie van de corgi de enige echte versie was en de discussie raakte niet opgelost tot in 1934, wanneer de Kennel Club van Groot-Brittannië het ras liet splitsen tot twee aparte rassen. Tijdens de periode van de splitsing werden er officieel 59 Cardigan corgi's geregistreerd tegenover 240 Pembroke corgi's. Het ras opsplitsen leed tot de moeilijke taak van beslissen welke hond bij welk ras hoorde. In realiteit was hier weinig controle op en werd de beslissing simpelweg gemaakt door de eigenaar. Meestal werd de uiteindelijke beslissing gemotiveerd door met welke groep liefhebbers de eigenaar het liefst wou geassocieerd worden in plaats van aan welke rasstandaard de hond in kwestie het beste voldeed.

##### De 21ste eeuw
In 2004 zijn er in het Nederlands Hondenstamboek, of NHSB, in totaal 108 (inclusief import) Welsh corgi pembrokes bijgeschreven. Hiermee staan ze op een gedeelde 86e plaats, met 90 hondenrassen die hoger staan. Over alle in dat jaar bijgeschreven honden hebben ze een aandeel van 0,22%.
In 2005 lijkt de populariteit iets zijn toegenomen. In dit jaar zijn er, exclusief import, 146 honden van dit ras bijgeschreven. Dit betekent dat ze hiermee gestegen zijn op de lijst naar de 77e plaats, met 80 rassen die hoger genoteerd staan. Over de in dit jaar bijgeschreven honden hebben ze nu een gestegen aandeel van 0,26%.
Recentere cijfers zijn nog niet volledig bekend.
Ondanks deze kleine procentuele stijging heeft de Pembroke in Nederland niet de populariteit die het ras in andere landen geniet. Ter vergelijking staat het ras volgens de cijfers van 2022 de 11de plaats in de Verenigde Staten.
De reden voor deze hoge plaats is waarschijnlijk doordat Pembrokes erg flexibel zijn. Zo kunnen ze bijvoorbeeld makkelijk leven in een flat in de grote stad, met vier wandelingen per dag, maar kunnen ze ook de hele dag rondrennen op een boerderij.

### Mythologie
Er bestaat een mythe over waar Corgi's vandaan komen. Mogelijk is deze ontstaan door de zogenaamde zadelafdruk die de meesten op hun rug hebben, veroorzaakt door de veranderingen in dikte en richting van de haargroei. Volgens de legende vond een groep kinderen op een dag twee kleine puppy's die op jonge vossen leken, met vriendelijke ogen en een gouden vacht. De kinderen gingen van de hondjes houden en namen ze uiteindelijk mee naar huis. De ouders waren verheugd want, zo zeiden ze, het was een geschenk van de feeën, die de dwerghonden zouden houden om hun koetsjes te trekken, als rijdier te dienen en om met de feekinderen te spelen. Met het verstrijken van de tijd leerden ze voor mensen te werken en van ze te houden, zonder afstand te nemen van hun kenmerkende vriendelijkheid en ondeugende streken.

## Gezondheid

### Meest voorkomende gezondheidsproblemen

#### Heupdysplasie
Heupdysplasie, of in het kort HD, is een ziekte waarbij de gewrichten van de heup niet goed gevormd zijn. Een hond die getroffen is door deze ziekte vertoont een opvallende gevoeligheid aan de heup, kan soms moeilijk rechtstaan en kan ook manken wanneer deze zich verplaatst. De symptomen kunnen variëren van lichte verlamming tot ernstige kreupelheid. Deze ziekte kan behandeld worden met een operatie.

#### Rug-en gewrichtsproblemen
De lengte van de ruggengraat kan rugproblemen of vroege artritis veroorzaken.
Bij een gebrek aan activiteit of overvoeding kunnen Pembrokes gemakkelijk last van overgewicht krijgen. Een dikke buik kan bij Pembrokes een hoop stress veroorzaken op de ruggengraat en hierdoor kan het leven van de hond enorm teruglopen. Pembrokes moeten ook niet worden gedwongen om van een relatief grote hoogte te springen. Ze kunnen hierbij de korte benen of de lange rug beschadigen.

### Levensverwachting
Pembrokes worden over het algemeen 12 tot 14 jaar oud.

## Omgang

### Verzorging
De Welsh corgi Pembroke heeft weinig vachtverzorging nodig. Het is normaal gesproken toereikend om de vacht eenmaal per week eens goed door te borstelen. Tijdens de rui is een dagelijkse borstelbeurt wel een noodzaak. In verband met de lange rug is het beter om te voorkomen dat dit ras te dik wordt.

### Opvoeding
Pembrokes zijn hoogst intelligent en snelle denkers, waardoor ze erg makkelijk te trainen kunnen zijn, maar ze zijn niet onderdanig en hebben vaak ook een eigen willetje. Desondanks zijn ze wel gehoorzaam en vinden ze het erg fijn de baas gelukkig te maken. Het prijzen met hondensnoepjes is over het algemeen de meest succesvolle trainingsmethode bij Pembrokes. Doordat ze een onverzadigbare eetlust hebben, moet hier echter wel mee worden opgepast omdat Pembrokes snel last krijgen van overgewicht.

### Activiteiten

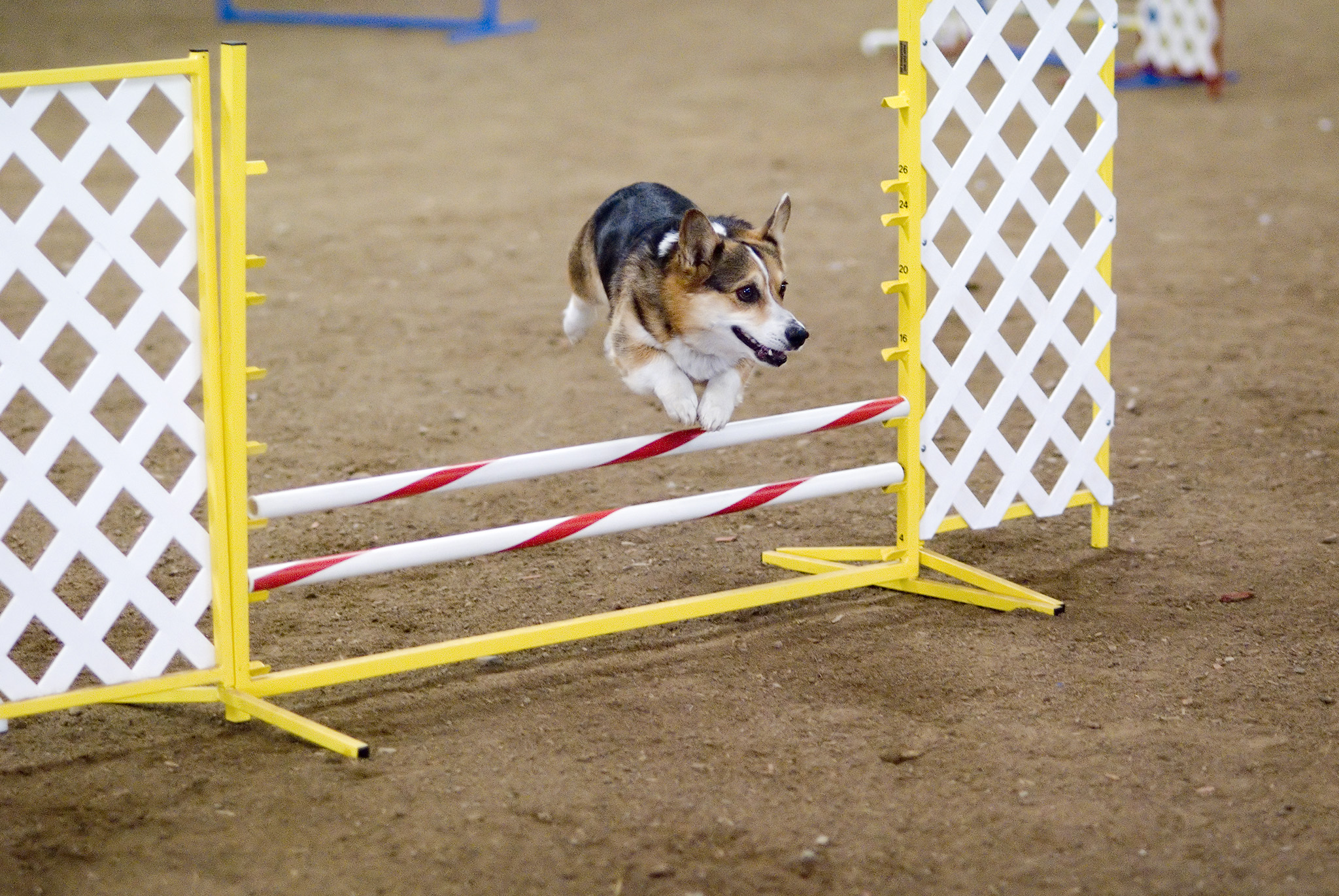
Welsh corgi Pembrokes zijn uiterst geschikt om o.a. agility sport mee te doen.

Ondanks hun lengte zijn Pembrokes snelle renners en hebben ze, zoals de meeste herdersrassen, dagelijks minimaal een uur beweging nodig. Dagelijkse wandelingen en verzorging is daarom ook nodig. Ook al zijn ze wat kleiner, ze hebben het karakter van een wat grotere hond en daarmee moet dus rekening gehouden worden.
Andere geschikte activiteiten en hondensporten zijn:
- Agility
- Dogdance
- Flyball
- Ganzenhoeden
- Schapenhoeden

## Trivia

### Bekende Welsh corgi Pembrokes
- De Welsh corgi Pembroke werd als gezelschapshond gehouden door koningin van het Verenigd Koninkrijk. In 2018 overleed haar laatste corgi, Willow, op bijna 15-jarige leeftijd. De Britse koningin hield daarna nog twee Dorgi's, een kruising tussen een corgi en een teckel ('dachshund').
- Ein, de datahond uit Cowboy Bebop.
- Op 30 mei 2007 kwam een Pembroke op een andere manier in het nieuws. Performancekunstenaar Mark McGowan bereikte het nieuws omdat hij bij wijze van protest tegen de vossenjacht een Welsh corgi Pembroke opat.[6]
- De Welsh corgi pembroke Nunzio uit de bekende televisiecomedy Dharma & Greg
- De moeder van 'Ducky' de patholoog-anatoom in de televisieserie NCIS heeft verscheidene Welsh Corgi's.
- Beeldmerk van Britse modelautootjes (speelgoed)
- Cheddar, de hond van Captain Holt uit Brooklyn Nine-Nine
- In de serie Infinity Train is er een hele beschaving bestaande uit Corgi's, waarvan Atticus, een hoofdpersonage, de koning is.

### Vergelijkbare hondenrassen
- Lancashire Heeler
- Västgötaspets
- Welsh Corgi Cardigan